# Шаромы
Шаромы — село в Мильковском районе Камчатского края России. Входит в состав Мильковского сельского поселения.

## География
Село находится на правом берегу реки Камчатка, напротив впадения в её притока Кенсол, на расстоянии 40 км к юго-западу от села Мильково, административного центра района.

## История
Поселение основано около 1767 года. Названо по имени местного охотника Чероми.

## Население
| 2002 | 2010 | 2012 | 2013 | 2015 | 2016 | 2018 |
| ---- | ---- | ---- | ---- | ---- | ---- | ---- |
| 710  | ↘557 | ↘545 | ↘527 | ↘500 | ↘494 | ↘471 |
| 2020 |      |      |      |      |      |      |
| ↘434 |      |      |      |      |      |      |

## Улицы
| - ул. Берёзовая, - ул. Гагарина, - ул. Зелёная, - ул. Комсомольская, | - ул. Набережная, - ул. Новая, - ул. Октябрьская, - ул. Советская. |

## Инфраструктура
В селе функционируют средняя школа, детский сад «Сказка», фельдшерско-акушерский пункт, клуб, библиотека, учреждения торговли.